# Radina Gorica
Radina Gorica – wieś w Chorwacji, w żupanii zagrzebskiej, w gminie Krašić. W 2011 roku liczyła 17 mieszkańców.